# Bubsy
Bubsy ist eine Reihe von Jump-’n’-Run-Videospielen, die von Michael Berlyn erdacht und von Accolade entwickelt und veröffentlicht wurden.

## Beschreibung
Die titelgebende Hauptfigur ist ein vermenschlichter Rotluchs namens Bubsy Bobcat, der Ähnlichkeiten mit Charakteren aus Super Mario Bros. und Sonic the Hedgehog hat. Die Spiele wurden ursprünglich für Super Nintendo, Sega Mega Drive, Atari Jaguar, Windows und die PlayStation in den 1990er Jahren veröffentlicht.
Sechs Spiele wurden bisher veröffentlicht:
- Bubsy in: Claws Encounters of the Furred Kind
- Bubsy 2
- Bubsy in: Fractured Furry Tales
- Bubsy 3D: Furbitten Planet
- Bubsy: The Woolies Strike Back
- Bubsy: Paws on Fire!

Das sechste Spiel mit dem Titel Bubsy: Paws on Fire wurde 2019 für PlayStation 4, Microsoft Windows und Nintendo Switch veröffentlicht.